# Juru Taroh
Juru Taroh is een bestuurslaag in het regentschap Banyuasin van de provincie Zuid-Sumatra, Indonesië. Juru Taroh telt 1323 inwoners (volkstelling 2010).